# Dan Yaron
Dan Yaron (geboren als H. Leinwänder 17. April 1919 in Wien; gestorben 1999 in Israel) war ein österreichisch-israelischer Beamter und Übersetzer.

## Leben
H. Leinwänder war in seiner Jugend in Wien Mitglied der jüdischen Pfadfinderorganisation Makkabi Hazair. Nach dem Anschluss Österreichs gelang ihm im Mai 1938 die illegale Einreise nach Palästina. Seine Eltern kamen 1939 bei der Flucht aus Deutschland beim Kladovo-Transport ums Leben. Yaron war 1938 Soldat der britischen Kommandoeinheit Special Night Squads. Er arbeitete in verschiedenen Kibbuzim und lebte später in Tel Aviv und Herzlia. Ab 1946 arbeitete er als Verwaltungssekretär der Stadtverwaltung von Tel Aviv in der Abteilung für Erziehung, Jugend und Kultur. 
Nach seiner Pensionierung 1984 begann er Adolf Hitlers Mein Kampf ins Hebräische zu übersetzen. Ausgewählte Kapitel, etwa ein Drittel des Originals, wurden vom Historiker Moshe Zimmermann mit Erklärungen und Fußnoten versehen. Die so gekürzte Übersetzung wurde 1990 von der Hebräischen Universität Jerusalem im Eigenverlag Akademon herausgegeben, ungeachtet der Urheberrechte, die bis 2016 beim Bundesland Bayern lagen. Der Text sollte ausschließlich Studien- und Forschungszwecken dienen.

## Buchausgabe
- Peraḳim mi-tokh „Maʾavaḳi“ shel Adolf Hiṭler (Adolf Hitler, Mein Kampf, Ausgewählte Kapitel). Übersetzung ins Hebräische Dan Yaron. Herausgeber Moshe Zimmermann, Oded Heilbronner. Jerusalem: Aḳademon 1992 DNB und 1995 DNB